# Bordertown
Bordertown är en amerikansk dramatriller från 2006 i regi av Gregory Nava, med bland annat Jennifer Lopez och Antonio Banderas i huvudrollerna.

## Handling
I Juarez, en liten stad mellan Mexiko och USA har det sedan 1993 mördats 400 kvinnor. Journalisten Lauren (Jennifer Lopez), skriver om historien i hopp om att verkligen imponera på sin chef.
Hon möter Eva, en kvinna som överlevt från att först blivit våldtagen och sedan levande begravd. Eva får sedan ge ett signalement och Lauren blir mer och mer involverad. Tillsammans med sin exmake Diaz(Antonio Banderas), försöker hon reda ut morden, men det är något som inte stämmer. Sanningen måste fram, men de möter problem eftersom varken polis eller myndigheter verkar vilja samarbeta. Vad är det som måste fram för låta morden få en förklaring?

## Medverkande
- Jennifer Lopez - Lauren Adrian
- Antonio Banderas - Alfonso Diaz
- Maya Zapata - Eva Jimenez
- Sônia Braga - Teresa Casillas
- Teresa Ruiz - Cecila Rojas
- Juan Diego Botto - Marco Antonio Salamanca
- Zaide Silvia Gutierrez - Lourdes Jimenez
- Rene Rivera - Aris Rodriguez
- Irineo Alvarez - Domingo Esparza
- Martin Sheen - George Morgan
- Randall Batinkoff - Frank Kozerski
- Kate del Castillo - Elena Diaz.
- Juanes - sig själv